# Кар'єр Сари-Чеку
Кар'єр Сари-Чеку — гірничодобувний майданчик на сході Узбекистану.
Ознаки існування мідно-молібденового родовища Сари-Чеку вперше виявили в 1932-му. У 1967 році тут почалось будівництво кар'єру, який ввели в експлуатацію в 1974-му. У 2020 році повідомлялось, що розміри кар'єру становлять 2 км на 1,8 км при глибині у 540 метрів.
Первісно проєктна потужність кар'єру становила 4 млн тонн руди на рік, проте станом на кінець 2000-х через невиконання планів розкривних робіт і зношеність обладнання він міг видавати не більш як 2 млн тонн. У першій половині 2010-х провели модернізацію, що збільшила потужність до 5 млн тонн руди на рік. Також відомо, що фактичний видобуток з Сари-Чеку за перші 10,5 місяця 2022-го становив 4,8 млн тонн.
Розробку Сари-Чеку провадить Алмалицький гірничо-металургійний комбінат. Видобута руда спершу спрямовується на його збагачувальні потужності (наразі це колишня свинцево-цинкова збагачувальна фабрика, яка припинила роботу за первісним профілем наприкінці 1990-х через припинення розробки сусідніх таджицьких родовищ), а отриманий концентрат споживає належний до того ж комбінату мідеплавильний завод.